# Осипов, Евгений Яковлевич
Евге́ний Я́ковлевич О́сипов (25 декабря 1913, Санкт-Петербург — 1 июня 1943, Финский залив) — советский военный моряк, в годы Великой Отечественной войны командир подводной лодки «Щ-406». Герой Советского Союза (23.10.1942). Капитан 3-го ранга (23.11.1942).

## Биография
Родился 25 декабря 1913 года в Санкт-Петербурге в семье служащего. Русский. Образование среднее.
В Военно-Морском Флоте с 1931 года. Окончил в 1936 году Военно-морское училище имени М. В. Фрунзе. С июля 1936 года по июль 1937 года служил на Черноморском флоте командиром штурманской боевой части подводной лодки «Щ-207», затем в той же должности на подводной лодке «Д-5», а с мая по сентябрь 1938 года — помощник командира этой же подводной лодки. В 1938 году поступил и в 1940 году окончил два курса Военно-морской академии имени К. Е. Ворошилова, но в декабре того же года за недисциплинированность был отчислен из академии и уволен в запас.
В мае 1941 года восстановлен в кадрах ВМФ и направлен на Краснознамённый Балтийский флот в качестве помощника командира ПЛ «Л-21». Член ВКП(б) с 1938 года.
Участник Великой Отечественной войны с июня 1941 года. В декабре 1941 года Е. Я. Осипов назначен командиром подлодки «Щ-406». В блокадную зиму 1941—1942 годов он за короткий срок сумел организовать ремонт механизмов ПЛ и подготовить её к выходу в море.
В июне 1942 года в сложных условиях «белых ночей» и сильного противодействия сил противолодочной обороны врага капитан-лейтенант Осипов Е. Я. одним из первых вышел в боевой поход с задачей неограниченных боевых действий на морских коммуникациях и нарушения судоходства противника. Для ускорения выхода в Балтийское море он изменил рекомендованный курс и повёл ПЛ через минные поля на глубине погружения 50-60 метров, впервые применив тактику форсирования минных заграждений на глубинах, близких к глубине места плавания, но безопасных от донных мин. Следуя в район боевых действий «Щ-406» подверглась атаке вражеского бомбардировщика. Бомбовые разрывы вывели из строя электроуправление вертикальным и горизонтальными рулями. Экипаж ПЛ самоотверженно устранил повреждения в подводном положении и продолжил выполнение боевой задачи. Находясь на позиции, Е. Я. Осипов активно искал конвои противника, смело заходил в прибрежные районы со сложной навигационной обстановкой, атаковал вражеские корабли и суда. В результате были потоплены 2 транспорта — «Бенгт-Стуре» и «Агнес», серьёзно повреждена парусно-моторная шхуна «Фидес».
В октябре 1942 года «Щ-406» под командованием капитан-лейтенанта Осипова Е. Я. вновь выходит в боевой поход и добивается успехов, отправляя на дно два вражеских транспорта.
За образцовое выполнение боевых заданий командования на фронте борьбы с немецко-фашистскими захватчиками и проявленные при этом отвагу и геройство Указом Президиума Верховного Совета СССР от 23 октября 1942 года капитан-лейтенанту Осипову Евгению Яковлевичу присвоено звание Героя Советского Союза с вручением ордена Ленина и медали «Золотая Звезда». Подводная лодка «Щ-406» была награждена орденом Красного Знамени, а её экипаж награждён орденами и медалями.
28 мая 1943 года Краснознамённая ПЛ «Щ-406» вышла в очередной боевой поход в условиях морской блокады противником баз Балтийского флота. В течение всего выхода командир ПЛ капитан 3-го ранга Осипов Е. Я. на связь не выходил, и подлодка в базу не вернулась. По одной из версий, «Щ-406» была потоплена 1 июня 1943 года в районе Порккалан-Каллбода финскими силами противолодочной обороны, по другой, — в этот же день «Щ-406» была атакована в районе острова Вайндло немецким самолётом и кораблями 24-й десантной флотилии гитлеровцев, но, возможно, что «Щ-406» подорвалась на минах. Командир Краснознамённой ПЛ «Щ-406» капитан 3-го ранга Осипов Е. Я. вместе с экипажем погиб при выполнении боевого задания в Финском заливе.
В мае 2017 года в районе острова Большой Тютерс на глубине 60 метров была обнаружена дизель-электрическая подлодка серии Х-бис. Предположительно это ПЛ «Щ-406». ПЛ подорвалась передней частью корпуса справа на немецком минном заграждении «Зееигель»(«Морской ёж»). Экипаж пытался покинуть лодку: открыт рубочный люк, приоткрыт кормовой аварийный люк. Из финских источников известно, что вскоре после предполагаемой даты гибели лодки к острову Кристисаари прибило тело подводника в спасательном оборудовании, он был похоронен на острове.
Всего за период участия в Великой Отечественной войне выполнил 3 боевых похода, провёл в море 49 суток. Совершил 12 торпедных атак, выпустив 18 торпед. Из 5 заявленных побед подтверждаются данными противника почти все — потоплены 3 транспорта общим водоизмещением 3974 тонн, ещё 2 судна получили повреждения.
Награждён орденами Ленина (23.10.1942), Отечественной войны 1-й степени (15.11.1942).

## Память

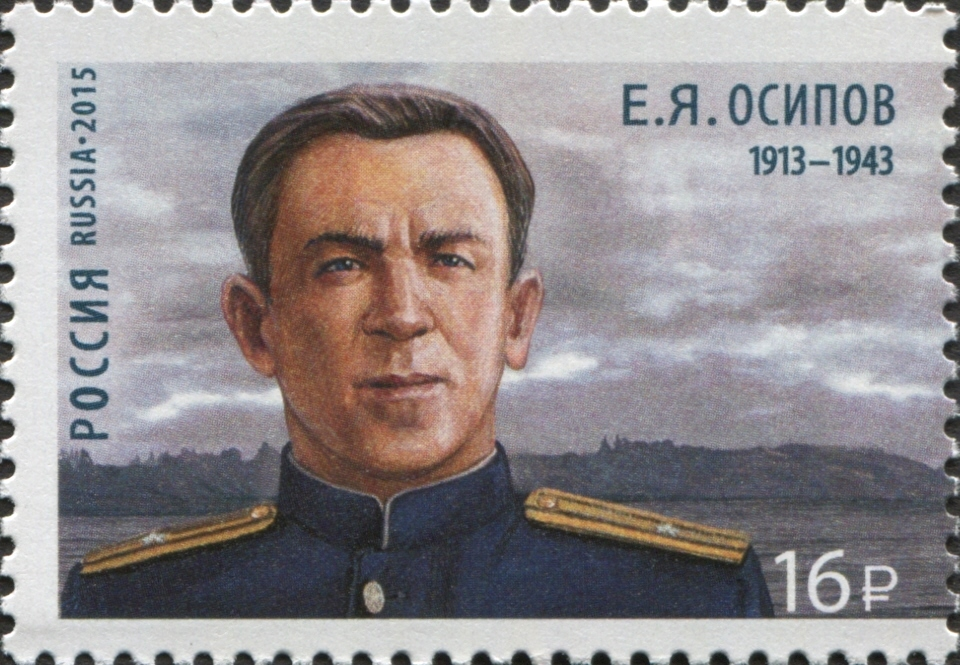
Почтовая марка (2015 год)

- Герой Советского Союза Е. Я. Осипов навечно зачислен в списки воинской части дважды Краснознамённого Балтийского флота.
- Его именем были названы улица в городе Палдиски Эстонской ССР, а также два корабля ВМФ СССР.
- Его имя увековечено на мемориальных досках, установленных на Аллее Славы в городе Кронштадт.

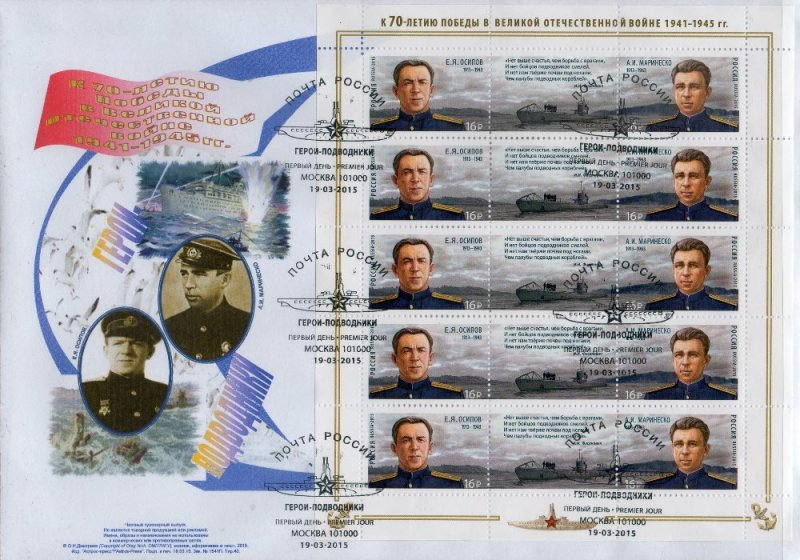

- В 2013 году почта России выпустила почтовую карточку с литерой «В», посвящённую капитану Евгению Осипову, а 2015 году — почтовую марку.